# Gabriel Damon
Gabriel Damon (n. Reno, Nevada; 23 de abril de 1976) es un actor estadounidense.

## Biografía
Estuvo expuesto a las artes escénicas desde los tres años de edad, cuando sus padres y su familia se mudaron a Los Ángeles, California. Después de hacer más de cien comerciales, su primer papel fue en la serie de televisión Call To Glory en 1984. Prestó su voz al personaje Littlefoot el Apatosaurus en la primera película The Land Before Time, llamada en España En busca del valle encantado, y al Pequeño Nemo en la película Pequeño Nemo: Aventuras en Slumberland. También apareció como Hob en RoboCop 2. A los 16 años, había trabajado en papeles junto a varios actores de renombre como Mel Gibson, Michelle Pfeiffer, Mickey Rooney y Christian Bale. Además, ha hecho apariciones especiales en series populares como ER, Star Trek: The Next Generation y Baywatch. Además de actuar, Damon también trabaja como productor. Ganó una gran base de fanes después de su papel como Spot Conlon en la película Pandilla. Por su actividad artística, Damon ha conseguido un prestigioso reconocimiento artístico como la candidatura a diversos premios.
Ha aparecido como estrella invitada en otras series de televisión tales como Aventuras de Superman o ¿Quién es el jefe?.

## Filmografía
- Call to Glory (1984)
- Shattered Vows (1984)
- Stranger in My Bed (1986)
- One Big Family (1986)
- Convicted (1986)
- Terminus (1987)
- Highway to Heaven (The People Next Door)  (1987) (Bobby Martin)
- Journey to Spirit Island (1988)
- La Tierra Antes Del Tiempo (1988) (papel de voz)
- Tequila Sunrise (1988)
- Star Trek: The Next Generation (1989)
- Tale Spin (1990) (papel de voz)
- RoboCop 2 (1990)
- Iron Maze (1991)
- Pandilla (1992)
- Pequeño Nemo: Aventuras en Slumberland (1992) (papel de voz)
- Bayou Ghost (1997)
- Social Misfits (2001)
- Planet Ibsen (2005)
- Danny Boy (2006)